# Уизерспун, Риз
Ло́ра Джин Риз Уи́зерспун (англ. Laura Jeanne Reese Witherspoon; род. 22 марта 1976[…], Новый Орлеан, Луизиана) — американская актриса кино, телевидения и озвучивания, кинопродюсер. Прорывом для неё стала роль Элль Вудс в комедии «Блондинка в законе», принёсшая актрисе номинацию на премию «Золотой глобус». Широкое признание критиков Риз получила, сыграв Джун Картер, жену Джонни Кэша, в фильме «Переступить черту». За эту роль актриса была удостоена многочисленных наград, включая «Оскар», «Золотой глобус», BAFTA и премии Американской Гильдии киноактёров в категории «Лучшая актриса».
Уизерспун владеет продюсерской компанией под названием Type A Films. Она также активно участвует в деятельности различных благотворительных организаций. Риз сотрудничает с Фондом защиты детей, а в 2007 году стала лицом компании Avon Products и почётным председателем одноимённого благотворительного фонда. В том же 2007 году она заняла первое место среди самых высокооплачиваемых актрис в мире.

## Юные годы и образование
Риз Уизерспун родилась 22 марта 1976 года в Новом Орлеане, штат Луизиана, США, где её отец проходил обучение на медицинском факультете Университета Тулейна.
Мать актрисы, Бетти (в девичестве Риз), родом из городка Гарриман, штат Теннесси. Она имеет степень кандидата медицинских наук в области ухода за больными детьми и преподаёт Сестринское дело в Университете Вандербилта. Отец Риз, Джон Уизерспун, родился в штате Джорджия, служил в войсках запаса американской армии в звании подполковника, получил образование отоларинголога и ныне работает по специальности. Считается, что актриса является потомком шотландца Джона Уизерспуна, шестого ректора Принстонского университета, который был одним из подписавших Декларацию независимости США, однако этот факт не проверен.
Поскольку отец Уизерспун служил в Висбадене, ФРГ, первые четыре года своей жизни она провела в этом городе. По возвращении в США семья обосновалась в Нэшвилле, штат Теннесси. Когда Уизерспун было 7 лет, её выбрали для съёмок в рекламе цветочного магазина, и девочка решила брать уроки актёрского мастерства, а в 11 Уизерспун выиграла конкурс талантов среди 10 штатов. Уизерспун посещала среднюю школу при академии Хардинга и закончила престижную школу для девочек Харпет Холл, где была членом группы поддержки. В школе получала хорошие оценки; она любила читать и называла себя «занудой, которая читает кучу книг». По её словам, «в книжном магазине я схожу с ума. Моё сердце бьётся очень часто, потому что я хочу купить всё». Окончив школу, Уизерспун поступила в Стэнфордский университет на специальность «английская литература». Однако, проучившись год, ушла из университета, чтобы продолжить актёрскую карьеру.

## Актёрская карьера

### 1990—1998: Ранние работы
В 1990 году Уизерспун вместе с друзьями пришла на открытое прослушивание к фильму «Человек на Луне», намереваясь попробоваться на какую-либо незначительную роль. Однако обстоятельства сложились так, что она получила главную роль 14-летней деревенской девушки Дэни Трент, которая влюбляется в своего 17-летнего соседа. Фильм вышел на экраны в конце 1991 года. Журнал Variety назвал игру Уизерспун «незабываемо трогательной», а критик Роджер Эберт сказал: «Её первый поцелуй — одна из лучших сцен, которые я когда-либо видел в кино». За эту роль девушка получила свою первую номинацию на премию «Молодой актёр». Позже в том же году Уизерспун появилась и на телеэкранах, снявшись в фильме Дайан Китон «Дикий цветок» вместе с Патрисией Аркетт. В 1992 году Уизерспун сыграла в телефильме «Невыносимый выбор: Сохранить ребёнка» серьёзно больную девушку по имени Кэсси Роббинс. На следующий год снялась в мини-сериале канала CBS Return to Lonesome Dove, а также сыграла Нонни Паркер в фильме «В плену песков». В том же году появилась во второстепенной роли Карен Моррис в фильме «Джек-Медведь», за которую была удостоена премии «Молодой актёр». В 1994 году Уизерспун сыграла главную роль Венди Пфистер в фильме Джефри Леви «Японский городовой».

### 1999—2000: Первые успехи
В 1999 году Уизерспун сыграла вместе с Алессандро Нивола в драматическом триллере «Лучшие планы» в роли Лиссы, женщины, которая планирует со своим возлюбленным Ником сбежать из маленького тупикового города. В этом же году она снялась с Сарой Мишель Геллар и Райаном Филиппом в драме «Жестокие игры», снятой на основе французского романа XVIII века «Опасные связи».

### 2001—2004: Мировое признание
В 2001 году снялась в фильме «Блондинка в законе».

### 2005—2011
В конце 2004 года Уизерспун начала работу вместе с Марком Руффало в романтической комедии «Между небом и землёй». Её роль — Элизабет Мастерсон — это амбициозный молодой врач, которая находится в коме после серьёзной автоаварии. Её душа возвращается в свою старую квартиру, где она позже находит настоящую любовь.
Ранее, в том же году, Уизерспун прошла кастинг на роль Джун Картер Кэш, второй жены кантри-певца и композитора Джонни Кэша, в фильме «Переступить черту». Она могла бы встретиться с Картер Кэш, но пока Уизерспун снималась в «Ярмарке тщеславия», Картер Кэш умерла. Уизерспун сама исполнила в фильме вокальную партию, так как её песни должны были быть спеты перед живой аудиторией. Когда она узнала, что должна была выступать с концертами, Уизерспун так взволновалась, что попросила своего адвоката прервать договор на съёмку в фильме. Ей пришлось в течение шести месяцев учиться петь для этой роли. Уизерспун в роли Картер Кэш была хорошо принята критиками, а Роджер Эберт написал, что её выступление добавило «неиссякаемую энергию» фильму. Она получила несколько наград за эту работу, в том числе Золотой глобус Гильдии киноактёров, премию BAFTA и премию Американской киноакадемии за лучшую женскую главную роль. Кроме того за главные роли в «Переступить черту» Уизерспун и Хоакин Феникс получили награду в номинации «совместное открытие года» от CMT Music Awards.
Первой после Оскара у Уизерспун стала роль второго плана в современной интерпретации сказки о Пенелопе. Уизерспун играет роль Энни, лучшей подруги Пенелопы, девушки, которую прокляли в её семье. Фильм был спродюсирован компанией Уизерспун и его премьера состоялась в 2006 на Международном кинофестивале в Торонто. Окончательная дата релиза «Пенелопа» переносилась два раза, и в конечном итоге фильм вышел в феврале 2008.
Уизерспун вернулась к съёмкам снова в ноябре 2006 года для политического триллера Rendition. Она снялась вместе с Мерил Стрип, Аланом Аркином, Питером Сарсгаардом и Джейком Джилленхолом, играя Изабеллу Эль-Ибрагим, беременную жену подозреваемого в организации взрывов. Rendition был выпущен в октябре 2007 года и это первое появление Уизерспун в кино после двух лет, после «Переступить черту» 2005 года. Фильм получил главным образом отрицательные рецензии, и в целом считался разочарованием на кинофестивале в Торонто. Игра Уизерспун была также подвергнута критике: «Риз Уизерспун на удивление безжизненна». USA Today писала: «Она обычно привносит энергию и душу в роль, но здесь её исполнение скомкано».

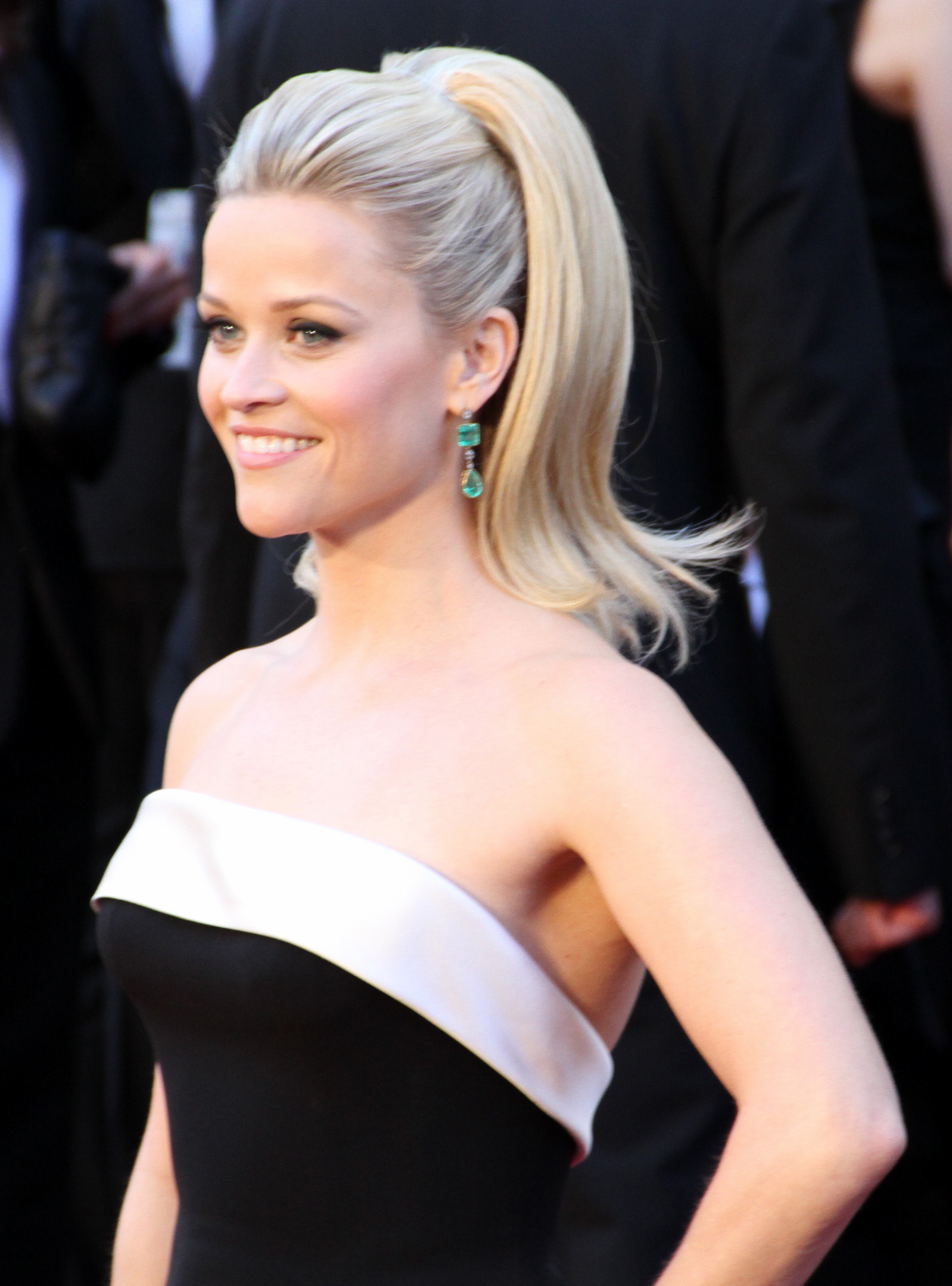
на красной дорожке 83-й церемонии вручения премии Оскар (2011)

В декабре 2007 года Уизерспун начала сниматься в праздничной комедии «Четыре Рождества», истории о паре, которой приходится тратить своё Рождество на попытку посетить всех четырёх из разведённых родителей. Здесь она играет вместе с Винсом Воном. Фильм был выпущен в ноябре 2008 года. Несмотря на средние отзывы критиков, фильм имел кассовый успех, заработав более 120 млн долларов в США и 157 млн долларов во всём мире.
Уизерспун озвучила Сюзан Мерфи, главную героиню компьютерного анимационного 3-D фильма от DreamWorks Animation «Монстры против пришельцев», релиз которого состоялся 27 марта 2009. В 2009 году она также выпустила спин-офф на фильм «Блондинка в законе» который называется «Блондинки в законе», показывая Камиллу «Милли» Россо и Ребеку «Бекки» Россо.
За исключением этой анимационной роли, Уизерспун не появлялась в кино в течение двух лет после выхода фильма «Четыре Рождества». Уизерспун сказала Entertainment Weekly, что была «сломана» незапланированной ролью, заявив, что: «Я просто не читала все, что я любила… Есть много очень, очень, очень больших фильмов о роботах и подобных вещах, и это ещё не является частью 34-летней женщины в фильме о роботах». Уизерспун вернулась в трёх фильмах в конце 2010 и 2011 г. Все три роли Уизерспун — женщина, попавшая в любовный треугольник с двумя мужчинами.
Первый фильм — романтическая комедия «Как знать» Джеймса Л. Брукса, в котором Уизерспун тридцать с небольшим и она бывший игрок национальной сборной по софтболу. Ей приходится выбирать между извращенной звездой бейсбола (Оуэн Уилсон) и «белым воротничком» — бизнесменом под следствием (Пол Радд). Фильм был снят в течение лета и осени 2009 года в Филадельфии и Вашингтоне, округ Колумбия, и выпущен 17 декабря 2010 года. Фильм провалился как у критиков, так и в кассе. Несмотря на более чем $ 100 млн бюджета, фильм заработал лишь $ 7,6 млн в первый уик-энд, что позволило Los Angeles Times назвать его «одним из крупнейших провалов года». Фильм заработал в основном отрицательные отзывы от критиков, имея 35 % на Rotten Tomatoes с 111 отзывами по состоянию на конец декабря 2010 года.
Затем для Уизерспун был второй фильм, основанный на любовном треугольнике, экранизация цирковой драмы 1930-х годов «Воды слонам!». Уизерспун начала цирковое обучение с марта 2010 года. Её роль — Марлена, гламурная исполнительница, в браке за воздушным акробатом (Кристоф Вальц), но заинтригована новым ветеринаром цирка (Роберт Паттинсон). Съёмки фильма состоялись между концом мая и началом августа 2010 года в различных местах: в Теннеси, Джорджии и Калифорнии. Он был выпущен 22 апреля 2011 года и получил смешанные отзывы критиков, во многом ссылаясь на отсутствие искры в игре между Уизерспун и Паттинсоном.
В сентябре 2010 года у Уизерспун начались съёмки третьего фильма в Ванкувере. «Значит, война» кинокомпании 20th Century Fox — шпионская комедия режиссёра МакДжи, в котором Уизерспун играет женщину в центре битвы между двумя лучшими друзьями (в исполнении Криса Пайна и Тома Харди), которые влюблены в неё. Мировая премьера состоялась 14 февраля 2012 года
Было объявлено, что Уизерспун будет сниматься в фильмах «Девушка Фарм», о женщине, которая работает в фармацевтической промышленности, и «Пегги Ли» — биографический фильм от режиссёра Норы Эфрон. Имя Уизерспун также прилагается к ряду других возможных будущих фильмов, в том числе у Universal Pictures ремейк комедии 1939 «Полночь» по сценарию Майкла Арндта, и фильм ужасов «Наши семейные неурядицы», который она будет продюсировать совместно с Дженнифер Симпсон, сопродюсером «Блондинка в законе 2». Уизерспун также, по слухам, берет на себя роль, вместе с Филипом Сеймуром Хоффманом в роли Пола Томаса Андерсона в предстоящем фильме, основанном на истории саентологии, с рабочим названием «Мастер». Уизерспун получила звезду на «Аллее славы» в Голливуде на 1 декабря 2010 года на Hollywood Blvd 6262.

## Другая деятельность

### Общественная деятельность
Уизерспун принимает участие в кампании по сбору вещей для обездоленных детей в США и Канаде. В августе 2007 стала лицом AVON, а также почётным председателем благотворительного фонда и спикером.

### Продюсерская деятельность
В 2000 году основала продюсерскую компанию Type A Films, которая в 2012 году объединилась с компанией продюсера Бруны Папандрея Bruna Papandrea’s Make Movies. Новую компанию назвали Pacific Standard. Вместе они спродюсировали такие фильмы, как «Дикая», «Исчезнувшая» и сериал «Большая маленькая ложь».
В 2016 году Уизерспун и Папандрея прекратили партнёрство, и Риз получила полный контроль над компанией. В том же году она вместе с Otter Media создала успешную мультимедийную компанию Hello Sunshine (частью которой стала Pacific Standard), которую продала в августе 2021 года за 900 миллионов долларов.

## Личная жизнь
В 1999—2008 годах Уизерспун была замужем за актёром Райаном Филлиппом. В этом браке родила двоих детей — дочь Аву Элизабет Филлипп (род. 9 сентября 1999) и сына Дикона Риза Филлиппа (род. 23 октября 2003).
26 марта 2011 года Уизерспун вышла замуж за агента Джима Тота, с которым она встречалась год до их свадьбы. В этом браке 27 сентября 2012 года Уизерспун родила своего третьего ребёнка — сына Теннесси Джеймса Тота. 24 марта 2023 года пара заявила о разводе накануне двенадцатой годовщины брака.

## Фильмография
| Год       |    | Русское название                     | Оригинальное название                 | Роль                       |
| --------- | -- | ------------------------------------ | ------------------------------------- | -------------------------- |
| 1991      | ф  | Человек на Луне                      | Man in the moon                       | Даниэль «Дэни» Трент       |
| 1991      | тф | Дикий цветок                         | Wildflower                            | Элли Перкинс               |
| 1992      | тф | Невыносимый выбор: Сохранить ребёнка | Desperate Choices: To Save My Child   | Кэсси Роббинс              |
| 1993      | ф  | В плену песков                       | A Far Off Place                       | Нонни Паркер               |
| 1993      | ф  | Джек-Медведь                         | Jack the Bear                         | Карен Моррис               |
| 1993      | с  | Возвращение в Одинокий Голубь        | Return to Lonesome Dove               | Феррис Данниган            |
| 1994      | ф  | Японский городовой                   | S.F.W.                                | Венди Пфистер              |
| 1996      | ф  | Шоссе                                | Freeway                               | Ванесса Лутц               |
| 1996      | ф  | Страх                                | Fear                                  | Николь Уолкер              |
| 1998      | ф  | Сумерки                              | Twilight                              | Мел Эймс                   |
| 1998      | ф  | Ночная посылка                       | Overnight Delivery                    | Айви Миллер                |
| 1998      | ф  | Плезантвиль                          | Pleasantville                         | Дженнифер                  |
| 1999      | ф  | Жестокие игры                        | Cruel Intentions                      | Аннет Харгроув             |
| 1999      | ф  | Выскочка                             | Election                              | Трейси Флик                |
| 1999      | ф  | Лучшие планы                         | Best Laid Plans                       | Лисса                      |
| 2000      | ф  | Американский психопат                | American Psycho                       | Эвелин Уильямс             |
| 2000      | с  | Друзья                               | Friends                               | Джил Грин                  |
| 2000      | мс | Царь горы                            | King of the Hill                      | Дебби                      |
| 2000      | ф  | Никки, дьявол-младший                | Little Nicky                          | Холли                      |
| 2001      | мф | Лебединая труба                      | The Trumpet of the Swan               | Серена                     |
| 2001      | ф  | Блондинка в законе                   | Legally Blonde                        | Элль Вудс                  |
| 2002      | мс | Симпсоны                             | The Simpsons                          | Грета Вульфкасл            |
| 2002      | ф  | Как важно быть серьёзным             | The Importance of Being Earnest       | Сесили Кардью              |
| 2002      | ф  | Стильная штучка                      | Sweet Home Alabama                    | Мелани Смутер              |
| 2003      | с  | Свобода: Наша история                | Freedom: A History of Us              | девушка на фабрике         |
| 2003      | ф  | Блондинка в законе 2                 | Legally Blonde 2: Red, White & Blonde | Элль Вудс                  |
| 2004      | ф  | Ярмарка тщеславия                    | Vanity Fair                           | Бекки Шарп                 |
| 2005      | ф  | Переступить черту                    | Walk the Line                         | Джун Картер                |
| 2005      | ф  | Между небом и землёй                 | Just Like Heaven                      | Элизабет Мастерсон         |
| 2006      | ф  | Пенелопа                             | Penelope                              | Энни                       |
| 2007      | ф  | Версия                               | Rendition                             | Изабель Филдс Эль-Ибрагими |
| 2008      | ф  | Четыре Рождества                     | Four Christmases                      | Кейт                       |
| 2009      | мф | Монстры против пришельцев            | Monsters vs Aliens                    | Сьюзан Мёрфи/Гигантика     |
| 2009      | ф  | Наша семья волнуется                 | Our Family Trouble                    |                            |
| 2010      | ф  | Как знать…                           | How Do You Know?                      | Лиза                       |
| 2011      | ф  | Разборки в Токио                     | Tokyo Suckerpunch                     | Сара                       |
| 2011      | ф  | Воды слонам!                         | Water for Elephants                   | Марлена                    |
| 2012      | ф  | Значит, война                        | This Means War                        | Лорен                      |
| 2012      | ф  | Узел дьявола                         | Devil's Knot                          | Пэм Хоббс                  |
| 2013      | ф  | Мад                                  | Mud                                   | Джунипер                   |
| 2013      | ф  | Список желаний                       | Wish List                             |                            |
| 2014      | ф  | Врождённый порок                     | Inherent Vice                         | Пенни Кимбелл              |
| 2014      | ф  | Дикая                                | Wild                                  | Шерил Стрэйд               |
| 2014      | ф  | Ложь во спасение                     | The Good Lie                          | Кэрри                      |
| 2015      | ф  | Красотки в бегах                     | Hot Pursuit                           | Роуз Купер                 |
| 2017      | мф | Зверопой                             | Sing                                  | свинья Розита              |
| 2017      | ф  | В гостях у Элис                      | Home Again                            | Элис Кинни                 |
| 2017—2019 | с  | Большая маленькая ложь               | Big Little Lies                       | Мадлен Марта Маккензи      |
| 2018      | ф  | Излом времени                        | A Wrinkle in Time                     | миссис Чтотут              |
| 2019      | с  | Утреннее шоу                         | The Morning Show                      | Брэдли Джексон             |
| 2020      | с  | И повсюду тлеют пожары               | Little Fires Everywhere               | Элена Ричардсон            |
| 2021      | мф | Зверопой 2                           | Sing 2                                | свинья Розита              |
| 2023      | ф  | К тебе или ко мне?                   | Your Place or Mine                    | Дебби                      |
| 2025      | ф  | Вы сердечно приглашены               | You're Cordially Invited              | Марго                      |

## Награды и номинации
Полный список наград и номинаций на сайте IMDB
| Награда                        | Год  | Категория                                                           | Фильм                                | Результат |
| ------------------------------ | ---- | ------------------------------------------------------------------- | ------------------------------------ | --------- |
| «Оскар»                        | 2006 | Лучшая женская роль                                                 | Переступить черту                    | Победа    |
| «Оскар»                        | 2015 | Лучшая женская роль                                                 | Дикая                                | Номинация |
| «Золотой глобус»               | 2000 | Лучшая женская роль — комедия или мюзикл                            | Выскочка                             | Номинация |
| «Золотой глобус»               | 2002 | Лучшая женская роль — комедия или мюзикл                            | Блондинка в законе                   | Номинация |
| «Золотой глобус»               | 2006 | Лучшая женская роль — комедия или мюзикл                            | Переступить черту                    | Победа    |
| «Золотой глобус»               | 2015 | Лучшая женская роль — драма                                         | Дикая                                | Номинация |
| «Золотой глобус»               | 2018 | Лучшая актриса в мини-сериале или телефильме                        | Большая маленькая ложь               | Номинация |
| «Золотой глобус»               | 2020 | Лучшая женская роль в драматическом сериале                         | Утреннее шоу                         | Номинация |
| BAFTA                          | 2006 | Лучшая женская роль                                                 | Переступить черту                    | Победа    |
| BAFTA                          | 2015 | Лучшая женская роль                                                 | Дикая                                | Номинация |
| «Эмми»                         | 2017 | Лучшая женская роль в мини-сериале или телефильме                   | Большая маленькая ложь               | Номинация |
| «Эмми»                         | 2017 | Лучший мини-сериал                                                  | Большая маленькая ложь               | Победа    |
| «Эмми»                         | 2020 | Лучший мини-сериал                                                  | И повсюду тлеют пожары               | Номинация |
| «Спутник»                      | 2000 | Лучшая женская роль — комедия или мюзикл                            | Выскочка                             | Номинация |
| «Спутник»                      | 2002 | Лучшая женская роль — комедия или мюзикл                            | Блондинка в законе                   | Номинация |
| «Спутник»                      | 2005 | Лучшая женская роль — комедия или мюзикл                            | Переступить черту                    | Победа    |
| «Спутник»                      | 2014 | Лучшая женская роль                                                 | Дикая                                | Номинация |
| Премия Гильдии киноактёров США | 2006 | Лучшая женская роль                                                 | Переступить черту                    | Победа    |
| Премия Гильдии киноактёров США | 2015 | Лучшая женская роль                                                 | Дикая                                | Номинация |
| Премия Гильдии киноактёров США | 2018 | Лучшая женская роль в телефильме или мини-сериале                   | Большая маленькая ложь               | Номинация |
| Премия Гильдии киноактёров США | 2020 | Лучший актёрский состав в драматическом сериале                     | Большая маленькая ложь               | Номинация |
| Премия Гильдии киноактёров США | 2022 | Лучший актёрский состав в драматическом сериале                     | Утреннее шоу                         | Ожидается |
| Премия Гильдии киноактёров США | 2022 | Лучшая женская роль в драматическом сериале                         | Утреннее шоу                         | Ожидается |
| Teen Choice Awards             | 1999 | Выбор фильма                                                        | Выскочка                             | Номинация |
| Teen Choice Awards             | 1999 | Выбор самая смешная сцена                                           | Плезантвиль                          | Номинация |
| Teen Choice Awards             | 1999 | Выбор самая сексуальная сцена любви (совместно с Райаном Филлиппом) | Жестокие игры                        | Номинация |
| Teen Choice Awards             | 1999 | Выбор актрисы                                                       | Жестокие игры                        | Номинация |
| Teen Choice Awards             | 2002 | Выбор комедийной актрисы                                            | Как важно быть серьёзным             | Номинация |
| Teen Choice Awards             | 2002 | Выдающиеся достижения                                               | Н/д                                  | Победа    |
| Teen Choice Awards             | 2003 | Выбор комедийной актрисы                                            | Стильная штучка                      | Номинация |
| Teen Choice Awards             | 2003 | Выбор Liplock (совместно с Джошем Лукасом)                          | Стильная штучка                      | Победа    |
| Teen Choice Awards             | 2006 | Выбор актрисы — драма                                               | Переступить черту                    | Победа    |
| Teen Choice Awards             | 2008 | Выбор актрисы — драма                                               | Версия                               | Номинация |
| Teen Choice Awards             | 2011 | Выбор актрисы — драма                                               | Воды слонам!                         | Номинация |
| Teen Choice Awards             | 2012 | Выбор актрисы — комедия                                             | Значит, война                        | Номинация |
| Teen Choice Awards             | 2015 | Выбор фильма Hissy fit                                              | Красотки в бегах                     | Номинация |
| Teen Choice Awards             | 2015 | Выбор фильма Liplock (совместно с Софией Вергарой)                  | Красотки в бегах                     | Номинация |
| Teen Choice Awards             | 2015 | Выбор фильма — химия на экране (совместно с Софией Вергарой)        | Красотки в бегах                     | Номинация |
| Teen Choice Awards             | 2015 | Выбор актрисы — комедия                                             | Красотки в бегах                     | Номинация |
| Teen Choice Awards             | 2015 | Выбор актрисы — драма                                               | Дикая                                | Номинация |
| Teen Choice Awards             | 2018 | Выбор актрисы — фэнтези                                             | Излом времени                        | Номинация |
| «Молодой актёр»                | 1992 | Лучшая молодая актриса в фильме                                     | Человек на Луне                      | Номинация |
| «Молодой актёр»                | 1993 | Лучшая молодая актриса в телефильме                                 | Невыносимый выбор: Сохранить ребёнка | Номинация |
| «Молодой актёр»                | 1994 | Лучшая молодая актриса в драматическом фильме                       | Джек-Медведь                         | Победа    |